# Kevin Willis
Kevin Willis (Los Angeles, 6 september 1962) is een Amerikaans voormalig basketballer.

## Carrière
Hij speelde collegebasketbal voor Jackson College Jets en Michigan State Spartans voordat hij zich kandidaat stelde voor de NBA Draft van 1984. Hij werd als 11e gekozen in de eerste ronde door Atlanta Hawks. Hij speelde negen seizoenen en twee wedstrijden van een tiende seizoen bij de Hawks voor hij in zijn eerste ruil werd betrokken. Hij werd in 1994 geruild samen met een eerste ronde draft voor 1996 naar Miami Heat. Atlanta kreeg in de ruil Grant Long, Steve Smith en een 1996 2de ronde draft.
Willis verliet Miami in 1996 voor Golden State Warriors toen hij samen met Bimbo Coles werd geruild voor Chris Gatling en Tim Hardaway. Hij speelde maar kort voor de Warriors, want hij verliet de club al hetzelfde jaar en tekende als vrije speler bij de Houston Rockets. In Houston speelde Willis twee seizoenen en werd in 1998 geruild naar Toronto Raptors. Houston kreeg in de ruil Roy Rogers en twee 1998 1ste ronde drafts.
Na twee seizoenen en een half bij Toronto werd hij al opnieuw geruild, nu naar de Denver Nuggets. In die ruil waren zes spelers betrokken: Willis, Aleksandar Radojević, Garth Joseph aangevuld met een 2de ronde draft in 2001 kwamen naar de Nuggets. Toronto kreeg in de plaats Tracy Murray, Keon Clark en Mamadou N'diaye. Hij verliet de club al na een half seizoen en werd geruild samen met Aleksandar Radojević naar de Milwaukee Bucks voor Scott Williams en een 2002 2de ronde draft. Hij werd dezelfde dag nog geruild naar de Houston Rockets voor een 2002 2de ronde draft.
Na een seizoen werd zijn contract niet verlengd en tekende als een vrije speler bij San Antonio Spurs. Hij veroverde met de Spurs zijn enige NBA kampioenschap in 2003 samen met onder anderen Tony Parker, Manu Ginóbili en Steve Kerr. Na twee seizoenen bij de Spurs werd zijn contract niet verlengd en keerde hij terug naar de Atlanta Hawks waar hij tekende als vrije speler. Hij speelde voor hen nog een seizoen en was tevens dat seizoen de oudste speler in de NBA. 
Hij stopte datzelfde seizoen als basketbalspeler maar keerde in 2007 nog terug en speelde na een tiendaagse testperiode nog een heel seizoen bij de Dallas Mavericks waar hij echter niet veel wedstrijden speelde.

## Records
Willis bezit samen met Robert Parish, Kevin Garnett en Dirk Nowitzki de tweede plaats in het meest aantal seizoenen gespeelde in de NBA. Hij is een van de 15 spelers die meer dan 16.000 punten scoorde en 11.000 rebounds. Hij was in het seizoen 2004/05 de oudste speler in de NBA.

## Erelijst
- NBA All Star: 1992
- NBA-kampioen: 2003
- All-NBA Third Team: 1992
- Atlanta Sports Hall of Fame: 2016[5]

## Statistieken

### Regulier seizoen
| Seizoen  | Team                  | WG   | WS  | MPW  | 2G%  | 3P%  | FW%   | RPW  | APW | SPW | BPW | PPW  |
| -------- | --------------------- | ---- | --- | ---- | ---- | ---- | ----- | ---- | --- | --- | --- | ---- |
| 1984/85  | Atlanta Hawks         | 82   | 19  | 21,8 | 46,7 | 22,1 | 65,7  | 6,4  | 0,4 | 0,4 | 0,6 | 9,3  |
| 1985/86  | Atlanta Hawks         | 82   | 59  | 28,0 | 51,7 | 0,0  | 65,4  | 8,6  | 0,5 | 0,8 | 0,5 | 12,3 |
| 1986/87  | Atlanta Hawks         | 81   | 81  | 32,4 | 53,6 | 25,0 | 70,9  | 10,5 | 0,8 | 0,8 | 0,8 | 16,1 |
| 1987/88  | Atlanta Hawks         | 75   | 55  | 27,9 | 51,8 | 0,0  | 64,9  | 7,3  | 0,4 | 0,9 | 0,5 | 11,6 |
| 1988/89  | Atlanta Hawks         | 81   | 51  | 28,1 | 51,9 | 28,6 | 68,3  | 8,0  | 0,7 | 0,8 | 0,6 | 12,4 |
| 1989/90  | Atlanta Hawks         | 80   | 80  | 29,7 | 50,4 | 40,0 | 66,8  | 8,8  | 1,2 | 0,8 | 0,5 | 13,1 |
| 1990/91  | Atlanta Hawks         | 81   | 80  | 36,6 | 48,3 | 16,2 | 80,4  | 15,5 | 2,1 | 0,9 | 0,7 | 18,3 |
| 1991/92  | Atlanta Hawks         | 80   | 80  | 36,0 | 50,6 | 24,1 | 65,3  | 12,9 | 2,1 | 0,9 | 0,5 | 17,9 |
| 1992/93  | Atlanta Hawks         | 80   | 80  | 35,8 | 49,9 | 37,5 | 71,3  | 12,0 | 1,9 | 1,0 | 0,5 | 19,1 |
| 1993/94  | Atlanta Hawks         | 2    | 2   | 44,5 | 39,0 | 0,0  | 66,7  | 18,0 | 1,5 | 0,5 | 1,5 | 21,0 |
| 1993/94  | Miami Heat            | 65   | 61  | 35,4 | 46,9 | 21,4 | 69,1  | 10,7 | 1,3 | 0,9 | 0,5 | 17,1 |
| 1994/95  | Miami Heat            | 47   | 42  | 28,9 | 47,3 | 0,0  | 71,2  | 8,9  | 0,7 | 0,4 | 0,5 | 10,2 |
| 1994/95  | Golden State Warriors | 28   | 18  | 27,8 | 43,3 | 25,0 | 70,1  | 7,8  | 0,7 | 0,5 | 0,6 | 11,3 |
| 1995/96  | Houston Rockets       | 75   | 32  | 26,2 | 48,1 | 14,3 | 69,3  | 7,5  | 0,9 | 0,6 | 0,4 | 11,2 |
| 1996/97  | Houston Rockets       | 81   | 74  | 31,2 | 51,0 | 14,3 | 79,3  | 8,4  | 1,0 | 0,7 | 0,5 | 16,1 |
| 1997/98  | Toronto Raptors       | 42   | 38  | 29,0 | 41,8 | 0,0  | 83,9  | 8,3  | 1,6 | 0,7 | 0,7 | 12,0 |
| 1998/99  | Toronto Raptors       | 79   | 1   | 21,3 | 41,5 | 33,3 | 79,9  | 6,1  | 0,6 | 0,5 | 0,6 | 7,6  |
| 1999/00  | Toronto Raptors       | 35   | 9   | 22,0 | 46,1 | 0,0  | 75,3  | 6,4  | 0,6 | 0,5 | 0,6 | 8,8  |
| 1999/00  | Denver Nuggets        | 43   | 13  | 24,6 | 42,8 | 25,0 | 78,8  | 7,2  | 0,7 | 0,9 | 0,7 | 9,6  |
| 2001/02  | Houston Rockets       | 52   | 5   | 16,7 | 44,0 | 0,0  | 74,7  | 5,8  | 0,3 | 0,5 | 0,4 | 6,1  |
| 2002/03  | San Antonio Spurs     | 71   | 6   | 11,8 | 47,9 | 0,0  | 61,4  | 3,2  | 0,3 | 0,3 | 0,3 | 4,2  |
| 2003/04  | San Antonio Spurs     | 48   | 0   | 7,8  | 46,7 | 0,0  | 61,5  | 2,0  | 0,2 | 0,4 | 0,2 | 3,4  |
| 2004/05  | Atlanta Hawks         | 29   | 5   | 11,9 | 38,9 | 0,0  | 73,9  | 2,6  | 0,3 | 0,3 | 0,2 | 3,0  |
| 2006/07  | Dallas Mavericks      | 5    | 0   | 8,6  | 38,5 | –    | 100,0 | 1,6  | 0,2 | 0,4 | 0,2 | 2,4  |
| Carrière | Carrière              | 1424 | 891 | 26,9 | 48,7 | 21,1 | 71,3  | 8,4  | 0,9 | 0,7 | 0,5 | 12,1 |

### Playoffs
| Seizoen  | Team              | WG | WS | MPW  | 2G%  | 3P%   | FW%   | RPW  | APW | SPW | BPW | PPW  |
| -------- | ----------------- | -- | -- | ---- | ---- | ----- | ----- | ---- | --- | --- | --- | ---- |
| 1985/86  | Atlanta Hawks     | 9  | –  | 31,1 | 56,1 | –     | 65,2  | 7,2  | 0,6 | 0,8 | 0,9 | 13,9 |
| 1986/87  | Atlanta Hawks     | 9  | –  | 39,6 | 52,2 | –     | 67,7  | 9,2  | 0,7 | 1,0 | 0,8 | 15,7 |
| 1987/88  | Atlanta Hawks     | 12 | –  | 38,5 | 58,0 | 0,0   | 68,0  | 9,0  | 0,9 | 0,8 | 0,8 | 16,2 |
| 1990/91  | Atlanta Hawks     | 5  | 5  | 31,8 | 40,3 | 66,7  | 70,0  | 9,0  | 1,0 | 0,4 | 0,2 | 15,4 |
| 1992/93  | Atlanta Hawks     | 3  | 3  | 34,3 | 46,7 | 0,0   | 57,1  | 8,7  | 1,0 | 0,7 | 0,0 | 16,7 |
| 1993/94  | Atlanta Hawks     | 11 | 11 | 32,9 | 45,7 | 0,0   | 76,2  | 10,8 | 1,0 | 0,7 | 0,5 | 12,2 |
| 1996/97  | Houston Rockets   | 16 | 0  | 18,4 | 40,0 | 0,0   | 68,4  | 4,7  | 0,7 | 0,6 | 0,3 | 6,4  |
| 1997/98  | Houston Rockets   | 5  | 5  | 33,6 | 40,0 | 0,0   | 75,0  | 10,6 | 1,0 | 1,0 | 1,6 | 11,2 |
| 1999/00  | Toronto Raptors   | 3  | 0  | 25,3 | 36,4 | –     | 75,0  | 8,7  | 0,3 | 0,7 | 0,0 | 13,0 |
| 2002/03  | San Antonio Spurs | 18 | 0  | 5,1  | 52,5 | 100,0 | 100,0 | 1,7  | 0,1 | 0,1 | 0,1 | 2,6  |
| 2003/04  | San Antonio Spurs | 7  | 0  | 3,6  | 37,5 | 0,0   | 0,0   | 0,9  | 0,0 | 0,1 | 0,0 | 0,9  |
| Carrière | Carrière          | 98 | –  | 24,3 | 48,4 | 21,4  | 69,2  | 6,5  | 0,6 | 0,6 | 0,4 | 9,9  |

3 Jackson · 
8 Smith · 
9 Parker · 
10 Claxton · 
12 Bowen · 
20 Ginóbili · 
21 Duncan · 
25 Kerr · 
31 Rose · 
35 Ferry · 
42 Willis · 
50 Robinson · 
Coach Popovich